# Jeanne Goupil
Pour les articles homonymes, voir Goupil.
Jeanne Goupil, née le 4 avril 1950 à Soisy-sous-Montmorency, est une actrice et artiste peintre française. En tant que peintre, elle signe sous les pseudonymes Jeanne Krier et Jeanne K. Lichtlé.

## Biographie
Tout en continuant ses études à l'ENSAD (Arts décoratifs de Paris), Jeanne Goupil commence sa carrière cinématographique aux côtés de Catherine Wagener dans Mais ne nous délivrez pas du mal, premier long métrage de Joël Séria.
Compagne de ce réalisateur, elle tourne encore à dix reprises pour lui au cinéma et à la télévision, notamment comme l'une des actrices principales de son film le plus connu, Les Galettes de Pont-Aven, aux côtés de Jean-Pierre Marielle. Elle était aussi l'auteure des peintures montrées dans ce film, signées « Jeanne Krier ».

### Vie privée
Elle a eu deux enfants avec le réalisateur Joël Séria (Joël Lichtlé à l'état-civil), Prune, comédienne, et Ulysse.
Elle est toujours peintre, signant aujourd'hui « Jeanne K. Lichtlé ».

## Filmographie

### Cinéma
- 1970 : Mais ne nous délivrez pas du mal de Joël Séria : Anne
- 1971 : Camille ou la comédie catastrophique, de Claude Miller (Court-métrage) : Béatrice
- 1972 : On n'arrête pas le printemps de René Gilson : Sylvie
- 1973 : Charlie et ses deux nénettes de Joël Séria : Guislaine
- 1975 : Les Galettes de Pont-Aven de Joël Séria : Marie
- 1976 : Marie-Poupée de Joël Séria : Marie-Poupée
- 1981 : Un assassin qui passe de Michel Vianey : la prostituée
- 1981 : San-Antonio ne pense qu'à ça de Joël Séria : Miss Tenebra
- 1982 : Paradis pour tous d'Alain Jessua : Sophie
- 1994 : L'Appât de Bertrand Tavernier : la mère de Nathalie
- 2007 : Le Fils de l'épicier d'Éric Guirado : Mme Sforza, la mère d'Antoine
- 2016 : Sélection officielle de Jacques Richard : Paule Daventure
- 2018 : I Feel Good de Benoît Delépine et Gustave Kervern : Madame Pora

### Télévision
- 1974 : Die Rache, de Heinz Schirk (Téléfilm) : Catherine
- 1980 : Arsène Lupin joue et perd, d'Alexandre Astruc (Série TV) : Geneviève
- 1980 : Un moment de bonheur, d'Yves Laumet (Téléfilm) : Michèle
- 1982 et 1989 : Cinéma 16 de Bernard Bouthier (Série TV) : Agnès / Steffie
- 1984 : La Bavure, de Nicolas Ribowski (Série TV) : Sophie
- 1986 : La Guerre du cochon de Gérard Chouchan (Téléfilm) : Juliette
- 1986-1988 : Série noire de Joël Séria (Série TV) : Moune / Térésa / Chris
- 1995 : À vous de décider: Tabou, d'Alain Robak (Téléfilm) : Florence
- 1995 : Baloche, de Dominique Baron (Téléfilm) : Jeanne Peduzzi
- 1995 : Chaudemanche père et fils, de Joël Séria (Téléfilm) : Germaine Chaudemanche
- 1996 : L'esprit des flots, de David Delrieux (Téléfilm) : Catherine
- 1997 : Sapho, de Serge Moati (Téléfilm) : Tante Divoine
- 1997 : Maigret de Michel Favart (Série TV) : Gina Martini
- 2000 : Route de nuit de Laurent Dussaux (Téléfilm) : Vittoria
- 2000 : Léopold, de Joël Séria (Téléfilm) : Léa
- 2006 : Avocats et Associés de Christophe Barraud (Série TV) : Blandine Mercier
- 2008 : Disparitions, de Bruno Gantillon (Série TV) : Marie Mongeot

### Vidéos
- 2006 : Settling the Score, documentaire de Pete Tombs (images d'archives)
- 2006 : Hellish Creatures, documentaire de Pete Tombs (images d'archives)
- 2006 : The Devil's Advocate, documentaire : elle-même (témoignage)